# 北京-長春特急列車
北京-長春特急列車（ペキン-ちょうしゅん-とっきゅうれっしゃ）とは中華人民共和国北京市と吉林省長春市の特急列車をさす。

## 概説
北京-長春特急列車では、青島四方機車車輛、唐山軌道客車製の中国国鉄25T型客車が使用されている，車掌も瀋陽鉄道局擔當。

## 列車詳細

### 列車番号・Z61/62次
- 運用区間：北京 - 長春
- 運行距離：1013km
- 運行日：每日運行

### 列車番号・63/64次
- 運用区間：北京 - 長春
- 運用距離：1013km
- 運行日：每日運行